# Acrospeira mirabilis
Acrospeira mirabilis är en svampart som beskrevs av Berk. & Broome 1857. Acrospeira mirabilis ingår i släktet Acrospeira, divisionen sporsäcksvampar och riket svampar.   Inga underarter finns listade i Catalogue of Life.